# 林鳳祥
林 鳳祥（りん ほうしょう、Lin Fengxiang、1825年 - 1855年）は、太平天国の指導者の一人。チワン族出身。求王に封ぜられた。
広西省潯州府桂平県出身。拝上帝会に加入し、金田蜂起に参加した。太平天国軍にあって常に先鋒を務め、多大な功績をあげた。1853年1月武昌に入ると天官副丞相に任命された。3月の南京入城後は、揚州攻略戦に参加した。
1853年5月、太平天国は林鳳祥・李開芳・吉文元に北伐を命じた。目標は天津占領で、その後援軍を待って北京を攻略するという作戦であった。北伐軍は揚州を出発後、黄河を渡り山西省をへて直隷省に入った。北伐軍が北京に近づくと、北京の人々は恐怖におののいた。この様子が天京に届き、林鳳祥は靖胡侯に封ぜられた。年末に北伐軍4万人は天津付近に駐留していたが、清は北京一帯に兵力を集中させるようになり、加えて南方人は北方の厳冬に慣れていなかったこともあり、北伐軍は劣勢に立たされた。1854年、北伐軍は連鎮に退却したが、林鳳祥は援軍が山東省に来るとの報を聞き、李開芳の部隊を派遣して援軍を迎え入れさせようとした。しかし李開芳と援軍が合流する前に援軍は壊滅し、李開芳は高唐州に立てこもった。
清軍は連鎮と高唐州を分断して包囲したため、両軍は連絡が取れなくなり、糧食も不足するようになった。その間太平天国は援軍を再び送ったが、清軍に阻まれて北上することができなかった。1855年3月、清の将軍センゲリンチン（僧格林沁）が連鎮を攻め、林鳳祥は傷を負って捕えられ、北京に送られて処刑された。その後李開芳軍も壊滅し、太平天国の北伐は失敗に終わったのである。